# Canberra
Canberra er Australiens hovedstad med 410.301 indbyggere. Byen er den eneste større by i Australien, som ikke ligger ved kysten. Den er beliggende i den nordlige del af hovedstadsterritoriet Australian Capital Territory (ACT), 280 km sydvest for Sydney og 660 km nordøst for Melbourne.
I 1901 da Australien blev samlet til et land, planlagde man at bygge byen Canberra. Beliggenheden blev valgt i 1908 som et kompromis mellem Australiens to rivaliserende byer Sydney og Melbourne. I 1927 blev byen hovedstad for Australien.
Canberra er den eneste australske storby, som er planlagt og som hovedstad med eget territorium, kan den sammenlignes med Washington D.C. og Brasília.
Canberra har mange statsinstitutioner, men langt færre industri– og handelsvirksomheder end andre store australske byer.

## Historie
Før den europæiske bosættelse i Australien var området, hvor Canberra senere blev bygget, beboet af indfødte australiere (aboriginere). Antropologen Norman Tindale mener at det primært var Ngunnawal-folket, som holdt til i området, mens Ngarigo-folket levede umiddelbart syd for ACT, Wandandian-folket mod øst, Walgulu-folket også mod syd, Gandangara-folket mod nord og Wiradjuri-folket mod nordvest. Arkæologiske spor efter bosættelser omfatter beboede klippehuler, klippemalerier og indhugninger, gravsteder, lejrsteder, stenbrud, stenredskaber og stensætninger. Fundene tyder på, at området har været beboet i 21.000 år.
 Den europæiske udforskning og bosættelse af området startede allerede i 1820'erne. Der var fire ekspeditioner mellem 1820 og 1824. Den hvide bosættelse startede formentligt i 1823, da kvæghyrder (stockmen), der arbejdede for Joshua John Moore, byggede en gård på det, der i dag er Acton Peninsula ved Burley Griffin-søen. Moore ansøgte formelt om at købe stedet 16. december 1826 og gav ejendommen navnet "Canberry". Et brev til Moore 30. april 1827 gav ham tilladelse til at beholde 1000 acres (405 ha) ved Canberry.
Den europæiske befolkning i området omkring Canberra voksede langsomt gennem det 19. århundrede. Blandt dem var Campbell-familien i "Duntroon". Deres imponerende stenhus er nu officersmesse på Royal Military College, Duntroon. Campbell-familien hjalp andre familier med at bosætte sig mod, at de betalte med deres arbedskraft. Det gjaldt blandt andre familien Southwell i "Weetangera". Andre tidlige bosætterfamilier var de sammengifte Murray og Gibbes, som ejede Yarralumla fra 1830'erne til 1881. Ejendommen er i dag den officielle residens for Australiens generalguvernør.
Den ældste eksisterende offentlige bygning i den indre by er den anglikanske kirke St. John the Baptist i forstaden Reid. Kirken blev indviet i 1845. St. Johns kirkegård har de ældste gravsteder i området. Efterhånden som den europæiske tilstedeværelse øgedes, svandt den indfødte befolkning, hovedsageligt på grund af sygdomme som kopper og mæslinger.

### Grundlæggelse af en ny hovedstad
Forberedelserne til en australsk forbundsstat førte i slutningen af det 19. århundrede også til planer om en ny national hovedstad.  Lange diskussioner mellem rivalerne Sydney og Melbourne førte ikke til noget resultat, og derfor indgik man et kompromis: den nye hovedstad skulle bygges i New South Wales mindst 100 km fra Sydney, og Melbourne skulle være midlertidigt sæde for parlamentet (uden at blive benævnt "hovedstad"), mens den nye hovedstad blev bygget. Stedet for den nye hovedstad førte til nye diskussioner. Til sidst var der to kandidater: Canberra og Dalgety, som lå tæt på grænsen til Victoria. Avisejeren John Gale rundsendte en pamflet med titlen 'Dalgety or Canberra: Which?' til alle syv statsparlamenter og forbundsparlamentet, hvor han agiterede for Canberra. Efter manges mening var det, sammen med opmålinger udført af statens landmåler Charles Scrivener, afgørende for valget af Canberra. Staten New South Wales afstod området, som til at begynde med blev kaldt Federal Capital Territory, til forbundsstaten. En international konkurrence om hovedstadens byplan blev 24. maj 1911 udskrevet af Department of Home Affairs (indenrigsministeriet). I 1913 blev en byplan, udarbejdet af det amerikanske ægtepar Walter Burley Griffin og Marion Mahony Griffin, kåret som vinder. Samme år blev Burley Griffin udnævnt som chef for byggeriet af den nye hovedstad.

### Canberra som hovedstad
Ved en ceremoni på Kurrajong Hill 12. marts 1913 blev byen officielt navngivet af Lady Denman, generalguvernør Lord Denmans kone. Stedet er senere blevet til Capital Hill og stedet for det nuværende Parliament House. Canberra Day er i dag hellidag i ACT på den anden mandag i marts som minde om byens grundlæggelse. Efter ceremonien lagde bureaukratiske problemer hindringer for Griffins arbejde. En kongelig kommission afgjorde i 1916, at hans autoritet var blevet undergravet af visse myndighedspersoner. Griffins forhold til de australske myndigheder var anstrengt og manglende bevillinger betød, at da han stoppede i 1920, var kun lidt arbejde blevet udført. På det tidspunkt havde Griffin revideret sin plan, overvåget jordarbejdet til de store avenuer og grundlagt Glenloch Cork Plantation.
Forbundsstatens parlament flyttede til Canberra 9. maj 1927 med åbningen af en midlertidig parlamentsbygning (Provisional Parliament House). Premierminister Stanley Bruce flyttede officielt ind i The Lodge, som er den australske premierministers bolig, få dage tidligere. Den planlagte udvikling af byen blev forsinket af depressionen i 1930'erne og 2. verdenskrig. Nogle af de planlagte projekter, som to katedraler, en romersk-katolsk og en anglikansk, blev aldrig gennemført.
Fra 1920 til 1957 arbejdede tre komiteer med planlægning af Canberras udvikling, først Federal Capital Advisory Committee, derefter Federal Capital Commission og til sidst National Capital Planning and Development Committee. De havde kun en rådgivende funktion, og mange beslutninger blev taget uden om dem, hvilket gjorde udbygningen endnu mere ineffektiv.
Den største begivenhed i Canberra op til 2. verdenskrig var den 24. konference arrangeret af ANZAAS, et australsk-new zealandsk naturvidenskabeligt selskab, i januar 1939. Avisen The Canberra Times beskrev det som "en symbolsk beivenhed ... i verdens yngste hovedstads historie". Byen havde ikke indkvarteringsmuligheder til alle 1.250 delegerede, og man måtte lave en teltby ved Molonglo River. En af de fremtrædende talere var H. G. Wells, som var generalguvernør Lord Gowries gæst i en uge. Konferencen faldt sammen med en hedebølge i det sydøstlige Australien, hvor temperaturen i Canberra nåede over 42° C 11. januar. Fredag 13. januar kostede skovbrande 71 mennesker livet i Victoria, og Wells rejste sammen med generalguvernøren rundt i de truede områder.
Umiddelbart efter krigens blev Canberra kritiseret for at ligne en landsby, og dens rodede samling af bygninger blev kaldt grim. Canberra blev ofte nedladende beskrevet som "flere forstæder der leder efter en by". Premierminister Robert Menzies anså hovedstadens tilstand for at være en skændsel, og han satte gang i udviklingen af byen. Han fyrede to ministre, som havde ansvaret for Canberras udvikling, fordi han var utilfreds med deres indsats. Menzies var premierminister fra 1949 til 1966, og i løbet af den tid voksede byen hurtigt. Befolkningen voksede mere end 50 % for hver 5-års periode fra 1955 to 1975. Flere statsinstitutioner blev flyttet fra Melbourne til Canberra efter krigen og staten byggede nye boliger til de mange nye indbyggere.
National Capital Development Commission (NCDC), som blev oprettet i 1957 fik i modsætning til sine forgængere besluttende myndighed, og den afsluttede fire årtiers diskussioner om den endelige form og design af Lake Burley Griffin—det centrale element i Griffins byplan—og konstruktionen var færdig i 1964 efter fire års arbejde. Færdiggørelsen af søen var grundstenen i udviklingen af Griffins Parliamentary Triangle. Siden søens konstruktion er forskellige statslige bygninger blevet opført langs dens bredder.
Det nyopførte Australian National University blev udvidet, og skulpturer og monumenter blev opført. Et nyt Nationalbibliotek blev opført i 1960. Det blev efterfulgt af en ny højesteretsbygning og kunstmuseet National Gallery. De indre forstæder i Canberra Central (ofte kaldt North Canberra og South Canberra) blev yderligere udbygget i 1950'erne, og udvikling af distrikterne Woden Valley og Belconnen begyndte henholdsvis i midten og i slutningen af 1960'erne. Mange af de nye forstæder blev opkaldt efter australske politikere som Barton, Deakin, Reid, Braddon, Curtin, Chifley og Parkes.
9. maj 1988 åbnede en ny og større parlamentsbygning på Capital Hill som del af festlighederne for Australiens 200-års dag, og Commonwealth Parliament flyttede dertil fra Provisional Parliament House, som i dag kaldes Old Parliament House.
I December 1988 fik ACT fuldt selvstyre efter en ny lovgivning fra Commonwealth Parliament. Efter det første valg 4. marts 1989 blev en forsamling med 17 medlemmer, Legislative Assembly, 11. maj nedsat i midlertidige lokaler på Constitution Avenue i Civic. I 1994 flyttede det til permanente lokaler på London Circuit. Det australske arbejderparti, Australian Labor Party, dannede ACTs første regering under ledelse af chief minister Rosemary Follett, som også var Australiens første kvindelige regeringsleder.
Dele af Canberra blev ramt af skovbrande 18. januar 2003. Fire mennesker mistede livet, 435 blev såret og mere end 500 boliger brændte. De store forskningsteleskoper på Australian National Universitys Mount Stromlo Observatory gik også tabt.
I hele 2013 blev 100-året for Canberras navngivning fejret med en række arrangementer. 11. marts 2014, på den sidste dag i jubilæumsåret, blev skulpturen Canberra Centenary Column afsløret i City Hill.

## Geografi
Canberra dækker et areal på 814,3 km² og ligger tæt på Brindabella Ranges omkring 150 km fra Australiens østkyst. Størstedelen af byen er beliggende 580 meter over havets overflade. Det højeste punkt er Mount Majura på 888 meter. Andre højdepunkter er Mount Taylor (855 meter), Mount Ainslie (843 meter), Mount Mugga Mugga (812 meter) og Black Mountain (812 meter).
Den oprindelige skov i området omkring Canberra var næsten udelukkende eucalyptus, der primært blev brugt som brænde. I begyndelsen af 1960'erne var den oprindelige skov fældet. Skovbrug begyndte i 1915, hvor man prøvede forskellige træsorter, heriblandt Monterey-fyr, på skråningerne af Mount Stromlo. Siden dengang er beplantningerne blevet udvidet. Som en sidegevinst har det reduceret erosionen i området, og skovene er også populære til rekreative formål.
Canberra spreder sig ud over Ginninderra-sletten, Molonglo-sletten, Limestone-sletten og Tuggeranong-sletten (Isabellas Slette). Molonglo River, som løber gennem Molonglo-sletten er blevet opdæmmet, så den danner Lake Burley Griffin. Molonglo løber ud i Murrumbidgee nordvest for Canberra. Murrumbidgee løber derfra mod nordvest mod byen Yass i New South Wales. Queanbeyan River løber ud i Molonglo River ved Oaks Estate lige inden for ACT's grænser.
En række mindre vandløb som Jerrabomberra Creek og Yarralumla Creek løber ud i Molonglo og Murrumbidgee. To af disse, Ginninderra og Tuggeranong, er blevet opdæmmet og danner søerne Ginninderra og Tuggeranong. Tidligere havde Molonglo River flere voldsomme oversvømmelser indtil dannelsen af Lake Burley Griffin.

### Klima
Canberra har et relativt tørt tempereret klima. I Köppens klimaklassifikation beskrives det som oceanisk (Cfb) med præg af subtropisk højland (Cwb). I den varmeste måned, januar, er den gennemsnitlige højeste temperatur 28 °C mod 11 °C i juli, den koldeste måned. Frost er almindelig i vintermånederne. I den centrale del af Canberra falder der normalt kun let sne,som hurtigt forsvinder, en eller to gange om året. De omliggende højdedrag får mere sne, og ofte kan man se de snedækkede bjerge fra centrum. Det sidste betydelige snefald i centrum var i 1968. Den højest registrerede temperatur rapporteres forskelligt som 42,2 °C 1. februar 1968 og 42,8 °C ved forstaden Acton 11. januar 1939. Vinteren 2011 var den hidtil varmeste i Canberras, 2 °C over den gennemsnitlige vintertemperatur.
Den lavest registrerede temperatur er −10,0 °C om morgenen 11. juli 1971. Canberra er beskyttet mod vest af Brindabellas, der tager meget af regnen for Canberra. Canberra har gennemsnitligt 100,4 solskinsdage om året.
Den årlige nedbør er den tredjelaveste blandt de australske hovedbyer (efter Adelaide og Hobart). Den er spredt jævnt over hele året, men dog med mest regn i det sene forår. Tordenvejr er hyppigst mellem oktober og april. Det blæser mest mellem august og november, men generelt er der meget lidt blæst. Canberra er mindre fugtig end de nærmeste kystområder.
| Klimadata for Canberra Airport                                                     | Klimadata for Canberra Airport | Klimadata for Canberra Airport | Klimadata for Canberra Airport | Klimadata for Canberra Airport | Klimadata for Canberra Airport | Klimadata for Canberra Airport | Klimadata for Canberra Airport | Klimadata for Canberra Airport | Klimadata for Canberra Airport | Klimadata for Canberra Airport | Klimadata for Canberra Airport | Klimadata for Canberra Airport | Klimadata for Canberra Airport |
| Måned                                                                              | Jan                            | Feb                            | Mar                            | Apr                            | Maj                            | Jun                            | Jul                            | Aug                            | Sep                            | Okt                            | Nov                            | Dec                            | År                             |
| ---------------------------------------------------------------------------------- | ------------------------------ | ------------------------------ | ------------------------------ | ------------------------------ | ------------------------------ | ------------------------------ | ------------------------------ | ------------------------------ | ------------------------------ | ------------------------------ | ------------------------------ | ------------------------------ | ------------------------------ |
| Rekord maks                                                                        | 42,0                           | 42,2                           | 37,5                           | 32,6                           | 24,5                           | 20,1                           | 19,7                           | 24,0                           | 28,6                           | 32,7                           | 39,9                           | 39,2                           | 42,2                           |
| Maks °C                                                                            | 28,0                           | 27,1                           | 24,5                           | 20,0                           | 15,6                           | 12,3                           | 11,4                           | 13,0                           | 16,2                           | 19,4                           | 22,7                           | 26,1                           | 19,7                           |
| Min °C                                                                             | 13,2                           | 13,1                           | 10,7                           | 6,7                            | 3,2                            | 1,0                            | −0,1                           | 1,0                            | 3,3                            | 6,1                            | 8,8                            | 11,4                           | 6,5                            |
| Rekord min °C                                                                      | 1,6                            | 3,0                            | −1,1                           | −3,7                           | −7,5                           | −8,5                           | −10,0                          | −8,5                           | −6,8                           | −3,4                           | −1,8                           | 0,3                            | −10,0                          |
| Nedbør mm                                                                          | 58,5                           | 56,4                           | 50,7                           | 46,0                           | 44,4                           | 40,4                           | 41,4                           | 46,2                           | 52,0                           | 62,4                           | 64,4                           | 53,8                           | 616,4                          |
| Dage med nedbør                                                                    | 7,3                            | 6,7                            | 6,9                            | 7,3                            | 8,4                            | 9,8                            | 10,5                           | 11,1                           | 10,2                           | 10,4                           | 9,8                            | 7,8                            | 106,2                          |
| Månedlige solskinstimer                                                            | 294,5                          | 254,3                          | 251,1                          | 219                            | 186                            | 156                            | 179,8                          | 217                            | 231                            | 266,6                          | 267                            | 291,4                          | 2.813,7                        |
| Kilde 1: Climate averages for Canberra Airport Comparison (1939–2010)              |                                |                                |                                |                                |                                |                                |                                |                                |                                |                                |                                |                                |                                |
| Kilde 2: Special climate statements and climate summaries for more recent extremes |                                |                                |                                |                                |                                |                                |                                |                                |                                |                                |                                |                                |                                |

### Bystruktur
Canberra er en planlagt by. Den centrale bydel blev oprindeligt tegnet af den amerikanske arkitekt Walter Burley Griffin. I den centrale del af byen nær Lake Burley Griffin følger de store veje et hjulmønster med eger frem for et traditionelt gittermønster. Der er et væld af geometriske mønstre med koncentriske sekskantede og ottekantede gader, der udgår fra flere centre. De ydre dele af byen, som er bygget senere, følger ikke disse geometriske mønstre.
Lake Burley Griffin blev planlagt, så den orienterede sig i forhold til flere af Canberras topografiske kendemærker. Søen strækker sig fra øst til vest og deler byen i to. En landakse vinkelret på søen strækker sig fra Capital Hill—stedet for det nye Parliament House på sydsiden af søen—nordøst over det midterste bassin i søen til Anzac Parade og krigsmindemærket Australian War Memorial. Det er designet, så når man ser fra Capital Hill, står krigsmindemærket for foden af Mount Ainslie.I den sydvestlige ende af landaksen ligger Bimberi Peak, det højeste bjerg i ACT, omkring 52 km sydvest for Canberra.
Den lige kant i det cirkelsegment som omslutter det centrale bassin i Lake Burley Griffin er vinkelret på landaksen og kaldes vandaksen. Mod nordvest kan den forlænges til Black Mountain. En linje parallelt til vandaksen på nordsiden af søen kaldes kommuneaksen. Constitution Avenue ligger på kommuneaksen og forbinder City Hill i Civic Centre og Market Centre og Defence-området på Russell Hill. Commonwealth Avenue og Kings Avenue går fra Capital Hill på sydsiden af søen til henholdsvis City Hill og Market Centre på nordsiden. De udgør den vestlige og den østlige kant i det centrale bassin. De tre avenuer danner Parliamentary Triangle (den Parliamentariske Trekant) og er den centrale del i Griffins byplan.
Griffin tildelte åndelige værdier til Mount Ainslie, Black Mountain og Red Hill. Det var oprindeligt planen, at tilplante de tre bjergtoppe med blomster. Hvert bjerg skulle have sin primære farve, som repræsenterede en bestemt åndelig værdi. Denne del af Griffins plan blev aldrig realiseret. Første verdenskrig lagde en dæmper på bygningen af hovedstaden, og stridigheder med myndighederne førte til, at premierminister Billy Hughes fyrede Griffin efter krigens slutning.
Canberra er opdelt i et hierarki af distrikter, bycentre, forstæder og industriområder. Der er syv boligdistrikter, som er inddelt i mindre forstæder, hvoraf de fleste har et centrum med handel og sociale aktiviteter. Distrikterne er blevet udbygget i følgende kronologiske rækkefølge:
- Canberra Central, størstedelen blev bebygget i 1920'erne og 1930'erne med udvidelser op til 1960'erne,[109] 25 forstæder
- Woden Valley, grundlagt i 1964,[66] 12 forstæder
- Belconnen, grundlagt 1966,[66] 25 forstæder (1 endnu ikke udviklet)
- Weston Creek, grundlagt 1969, 8 forstæder[110]
- Tuggeranong, grundlagt 1974,[111] 18 forstæder
- Gungahlin, grundlagt i starten af 1990'erne, 18 forstæder (endnu ikke udviklet)
- Molonglo Valley, påbegyndt i 2010 , 13 forstæder planlagt.

Distriktet Canberra Central er baseret på Walter Burley Griffins byplan. I 1967 vedtog National Capital Development Commission "Y-planen", som lagde grunden for den fremtidige udvikling af Canberra omkring en rækker af bycentre forbundet med hovedveje i et layout, der minder om bogstavet Y, med Tuggeranong i bunden af Y-et og Belconnen og Gungahlin for enden af hver af armene.
Udviklingen i Canberra er blevet stærkt reguleret af den australske stat gennem planlægning og brug af lejekontrakter. Grunde i ACT lejes for 99 år af den australske stat, selv om de fleste lejemål i dag administreres af ACT. Der har været vedvarende ønsker, om at liberalisere dette system.
Mange af Canberras forstæder er navngivet efter tidlige premierministre, berømte australiere, tidlige bosættere eller de oprindelige aboriginske navne. Vejnavnene følger som regel et bestemt tema. For eksempel er vejnavnene i Duffy opkaldt efter opdæmmede søer og reservoirer i Australien. I Dunlop er de opkaldt efter australske opfindelser, opfindere og kunstnere, mens de i Page er opkaldt efter biologer og naturforskere. De fleste ambassader findes i forstæderne Yarralumla, Deakin og O'Malley. Der er tre områder med lettere industri: forstæderne Fyshwick, Mitchell og Hume.
| 1 | War Memorial         |
| 2 | Anzac Parade         |
| 3 | Old Parliament House |
| 4 | New Parliament House |
| 5 | National Gallery     |

| 6  | High Court             |
| 7  | Questacon              |
| 8  | National Library       |
| 9  | Edmund Barton Building |
| 10 | Brindabella Ranges     |

| 11 | Lovett Tower         |
| 12 | Ben Chifley Building |
| 13 | Lake Burley Griffin  |
| 14 | Limestone Avenue     |
| 15 | Fairbairn Avenue     |

| 16 | Parkes Way                          |
| 17 | R G Casey Building                  |
| 18 | John Gorton Building                |
| 19 | King Edward Terrace                 |
| 20 | Presbyterian Church of Saint Andrew |

| 1 | War Memorial         |
| 2 | Anzac Parade         |
| 3 | Old Parliament House |
| 4 | New Parliament House |
| 5 | National Gallery     |

| 6  | High Court             |
| 7  | Questacon              |
| 8  | National Library       |
| 9  | Edmund Barton Building |
| 10 | Brindabella Ranges     |

| 11 | Lovett Tower         |
| 12 | Ben Chifley Building |
| 13 | Lake Burley Griffin  |
| 14 | Limestone Avenue     |
| 15 | Fairbairn Avenue     |

| 16 | Parkes Way                          |
| 17 | R G Casey Building                  |
| 18 | John Gorton Building                |
| 19 | King Edward Terrace                 |
| 20 | Presbyterian Church of Saint Andrew |

## Administration
Udover Canberra er der kun nogle landsbyer i Australian Capital Territory. Australian Capital Territorys Lovgivende Forsamling fungerer derfor både som bystyre og territorieregering. Forsamlingen har siden 2016 haft 25 medlemmer valgt i fem distrikter efter forholdstalsvalg. De fem distrikter er Brindabella, Ginninderra, Kurrajong, Murrumbidgee og Yerrabi, som hver vælger fem medlemmer.
Den øverste minister, "Chief Minister" vælges af medlemmerne af den lovgivende forsamling. Den øverste minister danner en regering med ministre han/hun vælger fra den lovgivende forsamling. På føderalt plan har ACT været domineret af Labor, men de liberale har haft større indflydelse i ACTs Lovgivende Forsamling. De har dannet regering i lidt over otte år, heraf seks et halvt år fra 1995 til 2001. Siden valget i 2012 er ACT blevet regeret af en koalition af Labor og de Grønne.
Da stort set hele ACT's befolkning bor i Canberra, er administrationen af de to områder tæt knyttet til hinanden. ACT blev første gang repræsenteret i det føderale parlament i 1949, da det fik en plads (Division of Australian Capital Territory) i Repræsentanternes Hus. ACT's repræsentant havde dog kun stemmeret i sager, der direkte berørte territoriet. I 1974 fik ACT to pladser i Senatet, og pladsen i Repræsentanternes Hus blev delt i to (Division of Canberra og Division of Fenner). En tredje blev oprettet i 1996 men afskaffet igen i 1998 på grund af ændringer i den regionale demografiske fordeling. I 2018 blev der igen oprettet en tredje plads (Division of Bean).
Begge pladser i Repræsentanternes Hus har typisk været vundet af Labor, ofte med sikker margen. Labor Party har fået mindst syv procentpoint mere end Liberal Party ved alle føderale valg siden 1990, og gennemsnittet har været 15 procentpoint. ALP og Liberal Party har altid haft en plads hver i senatet.
Australiens føderale regering har en del indflydelse på administrationen af ACT. Det sker blandt andet gennem National Capital Authority, som står for planlægning og udvikling af områder i Canberra, som anses for at have national betydning eller er centrale for Griffins plan for byen, som Parliamentary Triangle, Lake Burley Griffin, større tilkørselsveje, områder ejet af den australske stat samt ubebyggede bakkeområder der er en del af Canberra Nature Park. Den føderale regering har også en vis kontrol gennem Australian Capital Territory (Self-Government) Act 1988, som udstikker beføjelserne for ACTs lovgivende forsamling.
Det Australske Føderale Politi (AFP) er den udøvende politimyndighed i territoriet efter kontraktaftale med ACTs regering. AFP har oprettet en speciel afdeling, ACT Policing (Australian Capital Territory Police), der står for denne opgave.
Sigtede stilles for retten i ACT Magistrates Court eller ved mere alvorlige forseelser i ACT Supreme Court. Før det lukkede i 2009 blev fanger varetægtsfængslet i Belconnen Remand Centre i ACT, men den endelige fængselsdom blev som regel afsonet i New South Wales. Et nyt fængsel, Alexander Maconochie Centre, åbnedes officielt 11. september 2008 af den daværende Chief Minister Jon Stanhope. De samlede omkostninger for fængslet var $130 millioner AUD. Der er også mindre domstole, som håndterer civile søgsmål, familieret og lignende.

## Økonomi
Byens primære industri er offentlig administration og sikkerhed, som stod for 29,8% af bruttoproduktet i 2011-2012 og beskæftigede 33,9% af Canberras arbejdsstyrke. Hovedkontoret for mange australske offentlige institutioner er placeret i Canberra og Canberra lægger også jord til adskillige faciliteter for det australske forsvar, herunder især Den australske forsvarskommando og HMAS Harman, som er flådens kommunikationscenter, som er ved at blive ændret til et flerbrugers depot, der kan bruges af flere værn.
Den tidligere militærluftbase RAAF Fairbairn ved siden af Canberra Airport blev solgt til operatørerne af lufthavnen i 2007, men basen bliver stadig benyttet af RAAF til VIP flyvninger.Et stigende antal softwareleverandører er repræsenteret i Canberra på grund af de mange offentlige kunder. De omfatter Tower Software og RuleBurst. Et konsortium af private og statslige investorer har planer om en data hub i milliardklassen i et forsøg på at gøre Canberra til et førende centrum i Asien-Stillehavsregionen.
I maj 2012, var arbejdsløshedsprocenten i Canberra 3,4% hvilket var lavere end den nationale arbejdsløshedsprocent på 5,1%. Som et resultat af den lave arbejdsløshed og en høj andel af privat ansættelse har Canberra den højester gennemsnitlige indkomst af de australske delstatshovedstæder. Den gennemsnitlige bruttougeløn i Canberra er $1.554,50 sammenlignet med det nationale gennemsnit på $1.345,20 (februar 2012).
Den gennemsnitlige huspris i Canberra var i september 2009 $511.820, hvilket blandt delstatshovedstæder med mindst 100.000 indbyggere kun var lavere end Sydney. Siden 2005 har Canberra overhalet Melbourne and Perth. Medianhuslejen i Canberra var dengang den højeste i Australien. I januar 2014 var medianhuslejen for lejligheder 410 AUD og for huse 460 AUD. Det var efter et større fald i huslejepriserne, og Canberra havde da de tredjehøjeste huslejer efter Sydney og Perth. Medvirkende faktorer til den høje husleje er den høje gennemsnitsindkomst, begrænsninger på nyudstykninger, og inflationsklausuler i lejerbeskyttelsesloven ACT Residential Tenancies Act.

## Demografi
Ved folketællingen i 2016 var befolkningstallet i Canberra 395.790, hvilket var en stigning fra 356.586 i 2011 og 323.056 i 2006. Folketællingen i 2016 viste at aboriginal og Torres Strædet-beboere udgjorde 1,6% af ACTs befolkning, mens 32,1% af befolkningen var født i udlandet. Den største gruppe af udenlandsk fødte kom fra Storbritannien (3,2%) og Kina (2,9%). Et betydeligt antal immigranter kommer også fra Tyskland, Frankrig, Belgien, Holland, Tyrkiet, Grækenland, Vietnam, Indien, New Zealand og Filippinerne. De fleste taler engelsk hjemme (72,7%), men også sprog som mandarin, vietnamesisk, kantonesisk, Hindi og spansk tales af mange.
Canberras indbyggere er relativt unge, meget mobile og veluddannede. Medianalderen er 35 år, og kun 12,7% af befolkningen er over 65 år. Mellem 1996 og 2001, flyttede 61,9% af indbyggerne enten til eller fra Canberra, hvilket var det næsthøjeste for de australske delstatshovedstæder. Ifølge statistik fra National Australia Bank giver Canberras indbyggere betydeligt flere penge til velgørenhed - både absolut og relativt til deres indkomst - end andre australiere.
43% (maj 2017) af ACT's indbyggere (25–64) havde en uddannelse svarende til mindst en bachelorgrad. Det var betydeligt over landsgennemsnittet på 31%. Ved folketællingen i 2016 erklærede omkring 50,0% af ACT's indbyggere sig som kristne (uden at medregne personer, som ikke svarede). De fleste var katolikker og anglikanere. 36,2% erklærede, at de ikke havde nogen religion.
I 2016 var den hyppigste form for kriminalitet berigelsesforbrydelser. De berørte henholdsvis 2.304 og 966 personer (580 og 243 pr 100.000 personer). Drab, drabsforsøg og uagtsomt drab - men ikke trafikdrab eller planlægning af mord - berører 1,0 pr 100.000 personer, hvilket er under landsgennemsnittet på 1,9 pr 100.000. Antallet af sexuelle overgreb på 64,4 pr 100.000 indbyggere ligger også under landsgennemsnittet på 98,5.

## Uddannelse
De to vigtigste videregående uddannelsesinstitutioner er Australian National University (ANU) i Acton og University of Canberra (UC) i Bruce med henholdsvis mere end 10.500 og 8.000 fuldtids-studerende. ANU blev grundlagt i 1946 og har altid haft fokus på forskning. Det regnes for at være et af verdens førende universiteter og det bedste i Australien ifølge The Times Higher Education Supplement og Shanghai Jiao Tong World University Rankings. Der er to religiøse universiteter, som har et campus i Canberra: Signadou i den nordlige forstad Watson hører under Australian Catholic University, og St Mark's Theological College i Barton er en del af det sekulære Charles Sturt University.
Det australske forsvarsakademi Australian Defence Force Academy (ADFA) og Royal Military College, Duntroon ligger i den indre forstad Campbell. ADFA underviser studerende fra militæret og omfatter UNSW@ADFA, en afdeling af University of New South Wales. Duntroon provides Australian Army officer training. Videregående tekniske uddannelser udbydes af Canberra Institute of Technology, som har flere campusser i Canberra.
I 2016 var der 132 skoler i Canberra, hvoraf de 87 var offentlige og de 45 private. I 2006 annoncerede ACT's regering, at man ville lukke op til 39 skoler hen mod år 2020. Som et resultat heraf lukkede nogle skoler i 2006–08, mens andre blev lagt sammen som kombinerede grund- og sekundærskoler. Den nye politik mødte betydelig modstand. De fleste forstæder er planlagt, så de har en grundskole og en børnehave tæt på. Typisk ligger de ved åbne områder med mulighed for leg og sportsaktiviteter. I ACT går 40,6 % af eleverne på en privatskole, hvilket er den højeste andel for en australsk delstat/territorium.

## Miljø
Den gennemsnitlige indbygger i Canberra var ansvarlig for udledning af 13,7 ton drivhusgasser i 2005. I 2012 opsatte regeringen i ACT en målsætning om at reducere udledningen med 40 % i 2020 fra niveauet i 1990, 80 % i 2050 og ingen nettoudledning i 2060. Regeringen satte i 2013 som målsætning, at 90% af elforbruget i ACT skal komme fra vedvarende energi i 2020, hvilket i 2016 blev ændret til 100%.
I 1996 blev Canberra verdens første by, der satte en målsætning om zero waste, nul spild af affald. Det skulle nås i 2010 i et samarbejde mellem industri, det offentlige of lokale kræfter.  Tidligt i 2010 stod det klart, at man ikke ville nå målsætningen. 75 % af al affald i ACT blev genbrugt. Madspild pr husholdning i ACT var over landsgennemsnittet og kostede hver husholdning 641 AUD om året.
Plasticposer lavet af polyethylene polymerer med en tykkelse mindre end 35 µm blev forbudt i detailhandlen i ACT fra november 2011. Forbuddet skulle gøre Canberra mere bæredygtig.
Floriaden afholdes hvert forår i Commonwealth Park. Det er den største blomsterfestival på den sydlige havlvkugle. Den anvender og opfordrer til at anvende miljøvenlige metoder, heriblandt brug af grøn energi., genbrugspapir og vandbesparende foranstaltninger. Festivallen er også røgfri.

## Kunst og underholdning
Canberra har mange nationale monumenter og institutioner som Australian War Memorial, National Gallery of Australia, National Portrait Gallery, National Library, National Archives, Australian Academy of Science, National Film and Sound Archive og National Museum. Mange af de statslige regeringsbygninger i Canberra er åbne for offentligheden, heriblandt Parliament House, High Court og Royal Australian Mint.
Ved Burley Griffin-søen ligger Captain James Cook Memorial og National Carillon. Andre interessante steder er Telstra Tower, Australian National Botanic Gardens, National Zoo and Aquarium, National Dinosaur Museum og Questacon – the National Science and Technology Centre.
Canberra Museum and Gallery i city rummer lokalhistorie og kunst. Det har en permanent samling såvel som gæsteudstillinger. Flere historiske hjem er åbne for offentligheden: Lanyon Homestead og Tuggeranong Homesteads i Tuggeranong Valley, Mugga-Mugga i Symonston og Blundells' Cottage i Parkes. De viser alle, hvordan de tidlige europæiske bosættere levede. Calthorpes' House i Red Hill er et velbevaret eksempel på et hus fra Canberras tidlige dage i 1920'erne.
Canberra har mange scener for levende musik og teater. De to vigtigste er Canberra Theatre and Playhouse, som afholder mange store koncerter og produktioner, og Llewellyn Hall (en del af ANU School of Music), der er en koncertsal i verdensklasse. Street Theatre er en scene med mere alternative forestillinger og koncerter. Albert Hall åbnede i 1928 og var byens første teater. Det var det oprindelige spillested for teatergrupper som Canberra Repertory Society.
Stonefest var tidligere en stor årlig festival i Canberra. Den blev nedskaleret og omdøbt til Stone Day i 2012. Der er mange barer og natklubber, som også har levende musik, især i Dickson, Kingston og City. De fleste bycentre har faciliteter til et lokalteater og biograf, og de har alle et bibliotek. Populære kulturbegivenheder omfatter National Folk Festival, Royal Canberra Show, Summernats bilfestival, Enlighten festival, National Multicultural Festival i februar og Celebrate Canberra festival afholdt over 10 dage i marts sammen med Canberra Day.
Canberra har søsterbyerne Nara i Japan, Beijing i Kina og Wellington i New Zealand. Canberra har derudover venskabsbyerne Dili i Østtimor og Hangzhou i Kina. Der er en række aktiviteter sammen med søster- og venskabsbyerne. Hvert forår afholdes Canberra Nara Candle Festival i Canberra-Nara Park ved bredden af Burley Griffin-søen, som fejrer relationen mellem Canberra og Nara.
I 2013, i forbindelse med 100-året for byens grundlæggelse, skabte kunstneren Patricia Piccinini The Skywhale for at gå imod ryet, som Canberra havde, for at være en kedelig by.[kilde mangler]

## Medier
Som Australiens hovedstad er Canberra centrum for den politiske reportage, og alle større australske medier som Australian Broadcasting Corporation, de kommercielle tv-stationer og de store aviser har lokalafdelinger i byen. Mediernes journalister er en del af "press gallery", den gruppe af journalister, som rapporterer fra det nationale parlament. National Press Club of Australia i Barton har regulære tv-transmissioner fra dets frokoster, hvor en fremtrædende gæst, typisk en politiker eller anden offentlig figur, holder en tale efterfulgt af en spørgesession.

### Aviser
Canberra har en daglig avis, The Canberra Times, som blev grundlagt i 1926. Der er også flere gratis, ugentlige publikationer, som nyhedsmagasinerne CityNews og Canberra Weekly samt underholdningeguiden BMA Magazine, som første gang udkom i 1992.

### Radio
Der er en række AM og FM stationer, som sender i Canberra. De største kommecielle operatører er Capital Radio Network (2CA og 2CC) samt Austereo/ARN (104.7 og Mix 106.3). Der er også flere lokaldrevne radiostationer.
Et forsøg med DAB+ digital radio er også i gang. Det sender nogle af AM/FM stationerne samt flere digitaler stationer (DAB+ Trial Listing).

### Tv
Fem tv-stationer sender gratis til Canberra:
- ABC Canberra (ABC)
- SBS New South Wales (SBS)
- Win Television Southern NSW & ACT (WIN) – en del af Network Ten
- Prime7 Southern NSW & ACT (CBN) – en del af Seven Network
- Southern Cross Nine Southern NSW & ACT (CTC) – en del af Nine Network

Alle stationer har flere kanaler.
Indtil 1989 var det kun ABC, SBS og Capital Television (CTC), som sendte i Canberra. CTC blev senere til Southern Cross Nine, mens Prime Television (nu Prime7) og WIN Television kom til i 1989 med en ny national licenspolitik.
Foxtel (via satellite) og TransACT (via kabel) udbyder betalings-tv.

## Sport
Canberra har en række sportshold, der konkurrerer i nationale og internationale konkurrencer. Derudover er der også en række hold, der konkurrerer i lokale rækker. De bedst kendte hold er Canberra Raiders og Brumbies, der spiller i hhv. rugby league og rugby union. De har begge været mestre i deres ligaer. Begge hold spiller deres hjemmekampe på Canberra Stadium, som er byens største stadion, som ligeledes blev brugt til gruppekampe i fodbold under Sommer-OL 2000 og under 2003 Rugby World Cup. Byen har også et succesfuldt basketballhold, Canberra Capitals, der har vundet syv ud af de sidste elleve mesterskaber i den nationale kvinderække i basketball. Canberra United FC repræsenterer byen i W-League, den nationale liga for kvindefodbold, som de vandt i 2012.
Canberra Vikings spiller i National Rugby Championship, hvor de blev nummer 2 i 2015 og 2017.
Der er også hold, der konkurrerer i nationale ligaer i netbold, hockey, ishockey, cricket og baseball.
Greater Western Sydney Giants, som spiller i Australian Football League, har siden 2012 haft et partnerskab med Canberra ifølge hvilken de skal spille tre hjemmekampe i Manuka Oval i Canberra hver sæson indtil 2021. Fra 2007 til 2011 spillede Melbourne og Western Bulldogs nogle af deres hjemmekampe mod Sydney Swans på Manuka Oval.
Den historiske Prime Minister's XI cricketkamp, hvor den australske premierminister vælger det australske hold, spilles årligt i Manuka Oval. Blandt andre vigtige sportsbegivenheder er der Canberra Marathon og City of Canberra Half Ironman Triathlon.
Det australske sportsinstitut, Australian Institute of Sport (AIS), er beliggende i Canberra-forstaden Bruce. AIS er en specialiseret uddannelses- og træningsinstitution som coacher elitesportsudøvere fra en række sportsgrene. AIS startede i 1981 og har haft stor succes. Hovedparten af de australske deltagere og medaljetagere ved Sommer-OL 2000 i Sydney kom fra AIS.
Canberra har adskillige sportsbaner, golfbaner, skaterbaner og svømmerhaller, som er åbne for offentligheden. Der er tennisbaner ved National Sports Club i Lyneham, hvor Canberra Women's Tennis Classic tidligere blev spillet. Canberra har et netværk af cykelstier til sport og fritid. Canberra Nature Parks har en række vandrestier, ridestier og mountain bike spor. Vandsport som sejlads, roning, dragebådsrace og vandski dyrkes på Canberras søer. National Capital Rally er et rallyløb, der afvikles i og omkring Canberra årligt.

## Infrastruktur

### Sundhed
Canberra har to store offentlige sygehuse. Canberra Hospital — tidligere Woden Valley Hospital — i Garran med ca. 600 senge og Calvary Public Hospital i Bruce med 174 senge. Begge er universitetshospitaler. Det største privathospital er Calvary John James Hospital i Deakin. Calvary Private Hospital i Bruce og Healthscope's National Capital Private Hospital i Garran er også betydelige hospitaler.
Royal Canberra Hospital lå tidligere på halvøen Acton Peninsula i Lake Burley Griffin. Det blev lukket i 1991 og revet ned i 1997 i for at give plads til National Museum of Australia. Beslutningen om nedrivningen var kontroversiel, og selve nedrivningen gik galt og dræbte én og sårede 9 personer.
Canberras hospitaler modtager akuttilfælde fra hele det sydlige New South Wales. ACT Ambulance Service står for ambulancekørslen og er en af fire operatører under ACT Emergency Services Authority. NETS er en speciel ambulanceservice for syge nyfødte til transport mellem hospitaler i ACT og det omkringliggende New South Wales.

### Transport
Bilen er det dominerende transportmiddel i Canberra. Byen er bygget så hovedvejene, der forbinder de forskellige distrikter ofte går gennem områder med åbent land eller skov, hvilket giver en meget lav befolkningstæthed. Det betyder også, at der er plads til anlæggelse af nye transportkorridorer uden at skulle bygge tunneller eller ekspropriere bebyggede områder. I sammenligning med Canberra har delstatshovedstæderne langt færre grønne områder.
Canberras distrikter er typisk forbundet af parkways—4-sporede hovedveje med en hastighedsgrænse på 100 km/t. Et eksempel er Tuggeranong Parkway, som forbinder Canberras centrum og Tuggeranong og går forbi Weston Creek. I de fleste distrikter er forstæderne forbundet med hovedveje med få lokale tilkørselsveje for at undgå at ikke-lokale skyder genvej gennem boligområder.
I et forsøg på at forbedre trafiksikkerheden blev overvågningskameraer indført i Canberra af Carnells regering i 1999. Kameraerne giver en årlig indtægt omkring 11 millioner AUD i bøder.
Den statsejede busoperatør ACTION står for offentlig transport i Canberra, mens det private selskab Qcity Transit driver busforbindelser mellem Canberra og de tilstødende dele af New South Wales under navnene Transborder Express (Murrumbateman og Yass) og Qcity Transit (Queanbeyan).
Der er to lokale taxi-firmaer: Aerial Capital Group, som havde monopol indtil 2007, og Cabxpress. I oktober 2015 vedtog ACT som den første delstat i Australien en ny lov, der regulerede delebilskørsel, og gav f.eks. Uber ret til at operere legalt i ACT.
Der er en jernbaneforbindelse mellem Canberra og Sydney. Den betjenes af det offentlige selskab NSW TrainLink. Canberras station ligger i den indre forstad Kingston. Fra 1920 til 1922 krydsede jernbanen Molonglo River og gik helt ind i centrum. Denne sidste del blev lukket efter en større oversvømmelse og aldrig genbygget. Planer om en linje til Yass blev skrinlagt. En smalsporet bane (1.067 mm) blev bygget i 1923 fra teglværket Yarralumla brickworks til det midlertidige Parliament House. Den blev senere forlænget til Civic, men hele linjen blev lukket i maj 1927. Der er ingen direkte jernbaneforbindelse til Melbourne. NSW TrainLink driver en busservice til Yass, som ligger ved jernbaneforbindelsen mellem Sydney og Melbourne, en times kørsel nord for Canberra.
Den oprindelige plan for Canberra omfattede jernbane inden for bygrænsen, men den blev aldrig bygget. En jernbaneforbindelse til Jervis Bay Territory var også planlagt, men blev heller aldrig bygget. Til gengæld er der åbnet en ny letbane 20. april 2019 mellem centrum og det nordlige distrikt Gungahlin.  Planer om at bygge en højhastighedsbane mellem Melbourne, Canberra og Sydney har eksisteret siden 90'erne. De er endnu ikke blevet realiseret, da de forskellige forslag alle er blevet anset for økonomisk urentable. Det sidste forslag, High Speed Rail Study, blev offentliggjort af Department of Infrastructure and Transport 11. april 2013.
Canberra ligger omkring tre timers kørsel fra Sydney ad Federal Highway (National Highway 23), som støder op til Hume Highway (National Highway 31) nær Goulburn, og syv timer fra Melbourne ad Barton Highway (National Highway 25), som støder op til Hume Highway ved Yass. Der er to timers kørsel ad Monaro Highway (National Highway 23) til skiområderne i Snowy Mountains og Kosciuszko National Park. Batemans Bay, et populært feriested på New South Wales' kyst, ligger også to timer væk via Kings Highway.
Lufthavnen Canberra Airport har indenrigsflyvninger til Sydney, Melbourne, Brisbane, Adelaide, Gold Coast og Perth. Der er også flyvninger til mindre byer som Dubbo og Newcastle i New South Wales. Der er internationale flyforbindelser til Singapore og Wellington. Canberra Airport blev i september 2013 kategoriseret som en international lufthavn med begrænset brug af Australian Government Department of Infrastructure and Regional Development. Kun planlagte internationale flyvninger er tilladt, da lufthavnen ikke har fuld service inden for told, immigration og biosikkerhed. Den civile lufthavn delte startbaner med luftvåbnets RAAF Base Fairbairn, indtil denne lukkede i juni 2003.
7,1% gik eller cyklede til arbejde i Canberra i 2011. En undersøgelse i 2010 viste også, at Canberras indbyggere går 26 minutter hver dag. I følge The Canberra Times i marts 2014 har Canberra 87.000 cyklister, det relativt største antal i Australien, som i gennemsnit er involveret i 4 ulykker ugentligt. Cyklens popularitet gør også, at antallet af ulykker er det dobbelte af landsgennemsnittet (2012). Ved folketællingen i 2016 census brugte 7,1% offentlig transport på vej til arbejde og 4,5 % gik.

### El, vand, gas og telekommunikation
ACT ejer ACTEW Corporation, som står for Canberras vand- og kloaksystemer. ActewAGL er et joint venture mellem ACTEW og AGL. Det står for salg af vand, naturgas, elektricitet og nogle teleydelser gennem selskabet TransACT.
Canberras vand kommer fra fire reservoirer: Corin Dam, Bendora Dam og Cotter Dam på Cotter River og Googong Dam på Queanbeyan River. Selv om Googong Dam ligger i New South Wales, administreres den af ACT. ACTEW Corporation ejer Canberras to spildevandsanlæg beliggende ved Fyshwick og den nedre del af Molonglo River.
Canberras elektricitet kommer primært fra det nationale netværk gennem transformerstationer ved Holt og Fyshwick (via Queanbeyan). Byen fik først strøm fra et termisk kraftværk, som blev bygget nær Molonglo River i 1913, men det blev lukket i 1957. ACT har fire større solcelleanlæg, som startede produktion mellem 2014 og 2017: Royalla (maksimal effekt 20 megawatt, 2014), Mount Majura (2.3 MW, 2016), Mugga Lane (13 MW, 2017) og Williamsdale (11 MW, 2017). Derudover har talrige huse i Canberra solcellepaneler eller solfangere. I 2015/16 havde solceller fra taganlæg, som blev støttet med en feed-in tariff fra ACT, en kapacitet på 26,3 megawatt og producerede 34.910 MWh .
Der er ingen vindmøller i Canberra, men flere er bygget eller på vej tæt på i New South Wales, som den 140,7 megawatt store Capital Wind Farm. ACTs regering opsatte i 2013 en målsætning om, at 90% af den elektricitet, der blev forbrugt i ACT 2020, skal komme fra vedvarende energi, og øgede dermed målsætningen fra 210 til 550 MW. I februar 2015 annoncerede man, at tre vindmølleparker i Victoria og South Australia skulle levere 200 MW (operationelle i 2017. Kontrakter om køb af yderligere 200 MW fra to vindmølleparker i South Australia og New South Wales blev tegnet i december 2015 og marts 2016. ACTs regering annoncerede i 2014, at op til 23 MW med feed-in-tariff ville afsættes til oprettelsen af en facilitet i ACT eller omegn til produktion af strøm fra afbrænding af affald fra 2020.
94% (2014-15) af alle husholdninger i ACT har adgang til internettet, hvilket er den højeste rate i Australien.

## Venskabsbyer
Canberra har tre søsterbyer:
- Beijing, Kina[307]
- Nara, Japan[307]
- Wellington, New Zealand[308]

Derudover har Canberra venskabsaftaler med Dili og Hangzhou oprettet i henholdsvis 2004 og1998.